# F3 Euro Series 2011
La stagione 2011 della Formula 3 Euro Series fu la nona del campionato di F3 Euro Series. Iniziò il 2 aprile con gare sul Circuito Paul Ricard e terminò il 23 ottobre a Hockenheim dopo 27 appuntamenti su 9 weekend di gara. Il campionato fu vinto dal pilota spagnolo Roberto Merhi.

## La pre-stagione

### Calendario
Un calendario provvisorio venne annunciato il 16 ottobre 2010. Sette dei nove appuntamenti furono di supporto al campionato DTM, mentre le gare a Le Castellet e Silverstone a quello della Le Mans Series.
| Gara | Gara | Circuito                                 | Giri | Lunghezza           | Data         | Ora   | Supporto              |
| ---- | ---- | ---------------------------------------- | ---- | ------------------- | ------------ | ----- | --------------------- |
| 1    | G1   | Circuito Paul Ricard, Le Castellet       | 19   | 19x5,791=110,029 km | 2 aprile     | 10:25 | 6 Ore de Le Castellet |
| 1    | G2   | Circuito Paul Ricard, Le Castellet       | 10   | 10x5,791=57,910 km  | 2 aprile     | 15:00 | 6 Ore de Le Castellet |
| 1    | G3   | Circuito Paul Ricard, Le Castellet       | 19   | 19x5,791=110,029 km | 3 aprile     | 9:40  | 6 Ore de Le Castellet |
| 2    | G1   | Hockenheimring                           | 25   | 25x4,574=114,350 km | 30 aprile    | 11:15 | DTM                   |
| 2    | G2   | Hockenheimring                           | 12   | 12x4,574=54,888 km  | 30 aprile    | 17:55 | DTM                   |
| 2    | G3   | Hockenheimring                           | 25   | 25x4,574=114,350 km | 1º maggio    | 11:15 | DTM                   |
| 3    | G1   | Circuito di Zandvoort                    | 26   | 26x4,307=111,982 km | 14 maggio    | 11:15 | DTM                   |
| 3    | G2   | Circuito di Zandvoort                    | 13   | 13x4,307=55,991 km  | 14 maggio    | 16:10 | DTM                   |
| 3    | G3   | Circuito di Zandvoort                    | 26   | 26x4,307=111,982 km | 15 maggio    | 11:15 | DTM                   |
| 4    | G1   | Red Bull Ring, Spielberg bei Knittelfeld | 26   | 26x4,326=99,498 km  | 4 giugno     | 11:15 | DTM                   |
| 4    | G2   | Red Bull Ring, Spielberg bei Knittelfeld | 11   | 11x4,326=47,586 km  | 4 giugno     | 18:00 | DTM                   |
| 4    | G3   | Red Bull Ring, Spielberg bei Knittelfeld | 26   | 26x4,326=99,498 km  | 5 giugno     | 11:15 | DTM                   |
| 5    | G1   | Norisring, Norimberga                    | 45   | 45x2,300=103,500 km | 2 luglio     | 10:25 | DTM                   |
| 5    | G2   | Norisring, Norimberga                    | 24   | 24x2,300=55,200 km  | 2 luglio     | 16:15 | DTM                   |
| 5    | G3   | Norisring, Norimberga                    | 40   | 40x2,300=92,000 km  | 3 luglio     | 10:15 | DTM                   |
| 6    | G1   | Nürburgring                              | 29   | 29x3,629=105,241 km | 6 agosto     | 11:15 | DTM                   |
| 6    | G2   | Nürburgring                              | 13   | 13x3,629=47,177 km  | 6 agosto     | 18:00 | DTM                   |
| 6    | G3   | Nürburgring                              | 29   | 29x3,629=105,241 km | 7 agosto     | 11:15 | DTM                   |
| 7    | G1   | Circuito di Silverstone                  | 19   | 19x5,891=111,929 km | 10 settembre | 12:10 | 6 Ore di Silverstone  |
| 7    | G2   | Circuito di Silverstone                  | 10   | 10x5,891=58,910 km  | 10 settembre | 15:55 | 6 Ore di Silverstone  |
| 7    | G3   | Circuito di Silverstone                  | 19   | 19x5,891=111,929 km | 11 settembre | 09:35 | 6 Ore di Silverstone  |
| 8    | G1   | Circuito Ricardo Tormo, Valencia         | 27   | 27x4,005=108,135 km | 1º ottobre   | 11:15 | DTM                   |
| 8    | G2   | Circuito Ricardo Tormo, Valencia         | 14   | 14x4,005=56,070 km  | 1º ottobre   | 16:30 | DTM                   |
| 8    | G3   | Circuito Ricardo Tormo, Valencia         | 27   | 27x4,005=108,135 km | 2 ottobre    | 11:15 | DTM                   |
| 9    | G1   | Hockenheimring                           | 25   | 25x4,574=114,350 km | 22 ottobre   | 11:25 | DTM                   |
| 9    | G2   | Hockenheimring                           | 13   | 13x4,574=59,462 km  | 22 ottobre   | 16:10 | DTM                   |
| 9    | G3   | Hockenheimring                           | 25   | 25x4,574=114,350 km | 23 ottobre   | 11:25 | DTM                   |

- Con sfondo blu le gare valide per il Campionato Internazionale FIA di Formula 3 2011.

## Piloti e team

### Piloti
Gli spagnoli Roberto Merhi e Carlos Muñoz passarono da Mücke Motorsport alla Prema Powerteam e alla Signature rispettivamente. Al team francese, dopo il secondo posto nella F3 tedesca 2010 passò anche Daniel Abt. Tom Dillmann, il vincitore della F3 tedesca 2010, guidò poi per Carlin a Hockenheim, assieme a Carlos Huertas e Jazeman Jaafar, prima di passare al Motopark per la gara sul Red Bull Ring.
Alon Day fece il debutto nella serie col team HS Engineering, nella gara del Norisring. Dal campionato tedesco giunse anche Jimmy Eriksson che venne ingaggiato da Motopark. Con lui corsero anche il canadese Gianmarco Raimondo, che l'anno precedente aveva corso nel campionato italiano di F3, e il giapponese Kimiya Satō, proveniente da quello nipponico. Successivamente Raimondo passò alla Prema Powerteam.
Il polacco Kuba Giermaziak venne fatto competere dallo STAR Racing Team, pur mantenendo il suo impegno nella Porsche Supercup. Nigel Melker venne ingaggiato dalla Mücke Motorsport, pur anch'egli proseguendo il suo campionato di GP3. Anche un altro svedese, Felix Rosenqvist, passò alla F3 Euro Series, arrivando dalla F3 tedesca.
Tra gli addii da segnalare quello del finnico Valtteri Bottas che passò in pianta stabile alla GP3 Series così come il suo ex compagno di scuderia Alexander Sims, passato però alla Status Grand Prix. Il campione del 2010, l'italiano Edoardo Mortara passò infine al Deutsche Tourenwagen Masters per l'Audi.

### Scuderie
L'evento più importante fu l'abbandono della categoria da parte dell'ART Grand Prix.

### Tabella riassuntiva
I piloti con numero superiore a 30 sono ospiti e non sono perciò eleggibili per i punti.
| Team              | Telaio                              | Nr. | Pilota             | Status | Weekend di Gare |
| ----------------- | ----------------------------------- | --- | ------------------ | ------ | --------------- |
| Signature         | F308- Volkswagen                    | 1   | Marco Wittmann     | FIA    | Tutti           |
| Signature         | F309- Volkswagen                    | 2   | Laurens Vanthoor   | FIA    | Tutti           |
| Signature         | F308- Volkswagen                    | 9   | Carlos Muñoz       | FIA    | Tutti           |
| Signature         | F308- Volkswagen                    | 10  | Daniel Abt         | FIA    | Tutti           |
| Signature         | F309- Volkswagen                    | 38  | Carlos Sainz Jr.   | R      | 9               |
| Mücke Motorsport  | F308- Mercedes HWA                  | 3   | Nigel Melker       | R      | 1–6, 8–9        |
| Mücke Motorsport  | F308- Mercedes HWA                  | 4   | Felix Rosenqvist   |        | Tutti           |
| Mücke Motorsport  | F308- Mercedes HWA                  | 35  | Marco Sørensen     |        | 7               |
| Mücke Motorsport  | F308- Mercedes HWA                  | 37  | Facu Regalia       |        | 9               |
| Motopark          | F308- Volkswagen                    | 5   | Jimmy Eriksson     |        | Tutti           |
| Motopark          | F308- Volkswagen                    | 6   | Kimiya Satō        | FIA    | Tutti           |
| Motopark          | F308- Volkswagen                    | 11  | Gianmarco Raimondo |        | 1–3             |
| Motopark          | F308- Volkswagen                    | 31  | Tom Dillmann       |        | 4               |
| Motopark          | F309-Volkswagen                     | 36  | Artëm Markelov     | R      | 9               |
| Prema Powerteam   | F309- Mercedes HWA                  | 7   | Daniel Juncadella  | FIA    | Tutti           |
| Prema Powerteam   | F308- Mercedes HWA                  | 8   | Roberto Merhi      | FIA    | Tutti           |
| Prema Powerteam   | F308- Mercedes HWA                  | 11  | Gianmarco Raimondo |        | 4–9             |
| STAR Racing Team  | F308- Volkswagen                    | 12  | Kuba Giermaziak    | R      | 1–6             |
| Carlin Motorsport | F308- Volkswagen                    | 30  | Jazeman Jaafar     | FIA    | 2               |
| Carlin Motorsport | F308- Volkswagen                    | 31  | Tom Dillmann       |        | 2               |
| Carlin Motorsport | F308- Volkswagen                    | 32  | Carlos Huertas     | FIA    | 2               |
| HS Engineering    | F308- Volkswagen                    | 33  | Alon Day           |        | 5, 7            |
| Jo Zeller Racing  | F306-Mercedes HWA F308-Mercedes HWA | 34  | Sandro Zeller      |        | 2, 5, 9         |

| Icona | Legenda                                    |
| ----- | ------------------------------------------ |
| R     | Rookie Cup                                 |
| FIA   | Campionato Internazionale FIA di Formula 3 |

- Tutti corrono con vetture Dallara.

## Premi al vincitore
Al campione e al vice campione della serie verrà fatta testare una monoposto della F.Renault 3.5 sul circuito di Alcaniz il 28 novembre. Ai primi due classificati con motori Mercedes, verrà fatta provare la C Klasse del DTM mentre ai primi due, con la Volkswagen, un'Audi A4, sempre del DTM.

## Modifiche al regolamento
La serie si basò per la prima volta su tre gare per fine settimana, come già provato nella F3 inglese. Il venerdì venne dedicato alle qualifiche; al sabato vennero effettuare due gare: la prima con griglia di partenza determinata dai secondi migliori tempi nelle qualifiche di ciascun pilota, la seconda con classifica in base a gara 1, con il ribaltamento delle prime otto posizioni. La terza gara si effettuò la domenica, con griglia di partenza in base al risultato completo delle qualifiche del venerdì.
I motori dovettero mantenere la potenza del 2010, tanto che fu vietato ai costruttori Mercedes e Volkswagen di operare degli sviluppi. La Kumho venne confermata come fornitrice degli pneumatici. Ai team vennero concessi 6 giorni di prove collettive e sei giornate libere; a chi avesse schierato un esordiente sarebbero stati concessi altri sei giorni di test nella seconda parte del campionato.

## Risultati e classifiche

### Risultati
| Gara | Gara | Circuito       | Tempo     | Velocità     | Pole Position     | GPV               | Vincitore         | Vettura            | Team             |
| ---- | ---- | -------------- | --------- | ------------ | ----------------- | ----------------- | ----------------- | ------------------ | ---------------- |
| 1    | G1   | Le Castellet   | 36'32"728 | 180,6 km/h   | Roberto Merhi     | Marco Wittmann    | Nigel Melker      | Dallara-Mercedes   | Mücke Motorsport |
| 1    | G2   | Le Castellet   | 19'10"637 | 181,2 km/h   |                   | Daniel Juncadella | Roberto Merhi     | Dallara-Mercedes   | Prema Powerteam  |
| 1    | G3   | Le Castellet   | 36'30"294 | 180,8 km/h   | Roberto Merhi     | Daniel Abt        | Daniel Juncadella | Dallara-Mercedes   | Prema Powerteam  |
| 2    | G1   | Hockenheimring | 39'46"951 | 172,463 km/h | Roberto Merhi     | Roberto Merhi     | Roberto Merhi     | Dallara-Mercedes   | Prema Powerteam  |
| 2    | G2   | Hockenheimring | 19'43"691 | 171,274 km/h |                   | Roberto Merhi     | Daniel Juncadella | Dallara-Mercedes   | Prema Powerteam  |
| 2    | G3   | Hockenheimring | 39'25"238 | 174,046 km/h | Marco Wittmann    | Roberto Merhi     | Roberto Merhi     | Dallara-Mercedes   | Prema Powerteam  |
| 3    | G1   | Zandvoort      | 37'46"219 | 178,674 km/h | Nigel Melker      | Marco Wittmann    | Nigel Melker      | Dallara-Mercedes   | Mücke Motorsport |
| 3    | G2   | Zandvoort      | 20'07"409 | 166,942 km/h |                   | Felix Rosenqvist  | Kimiya Satō       | Dallara-Volkswagen | Motopark         |
| 3    | G3   | Zandvoort      | 40'02"351 | 167,809 km/h | Marco Wittmann    | Marco Wittmann    | Marco Wittmann    | Dallara-Volkswagen | Signature        |
| 4    | G1   | Red Bull Ring  | 37'46"219 | 178,674 km/h | Daniel Juncadella | Felix Rosenqvist  | Roberto Merhi     | Dallara-Mercedes   | Prema Powerteam  |
| 4    | G2   | Red Bull Ring  | 21'06"987 | 135,210 km/h |                   | Roberto Merhi     | Roberto Merhi     | Dallara-Mercedes   | Prema Powerteam  |
| 4    | G3   | Red Bull Ring  | 37'44"289 | 178,826 km/h | Daniel Juncadella | Nigel Melker      | Daniel Juncadella | Dallara-Mercedes   | Prema Powerteam  |
| 5    | G1   | Norisring      | 40'22"445 | 155,982 km/h | Marco Wittmann    | Marco Wittmann    | Nigel Melker      | Dallara-Mercedes   | Mücke Motorsport |
| 5    | G2   | Norisring      | 19'44"437 | 167,776 km/h |                   | Roberto Merhi     | Marco Wittmann    | Dallara-Volkswagen | Signature        |
| 5    | G3   | Norisring      | 40'02"955 | 137,830 km/h | Marco Wittmann    | Roberto Merhi     | Marco Wittmann    | Dallara-Volkswagen | Signature        |
| 6    | G1   | Nürburgring    | 40'30"941 | 155,852 km/h | Daniel Juncadella | Roberto Merhi     | Roberto Merhi     | Dallara-Mercedes   | Prema Powerteam  |
| 6    | G2   | Nürburgring    | 20'12"503 | 140,072 km/h |                   | Daniel Juncadella | Roberto Merhi     | Dallara-Mercedes   | Prema Powerteam  |
| 6    | G3   | Nürburgring    | 40'29"872 | 155,921 km/h | Daniel Juncadella | Daniel Juncadella | Daniel Juncadella | Dallara-Mercedes   | Prema Powerteam  |
| 7    | G1   | Silverstone    | 37'05"123 | 181,1 km/h   | Roberto Merhi     | Roberto Merhi     | Roberto Merhi     | Dallara-Mercedes   | Prema Powerteam  |
| 7    | G2   | Silverstone    | 20'31"702 | 172,2 km/h   |                   | Marco Sørensen    | Marco Sørensen    | Dallara-Mercedes   | Mücke Motorsport |
| 7    | G3   | Silverstone    | 37'01"762 | 181,3 km/h   | Roberto Merhi     | Roberto Merhi     | Marco Wittmann    | Dallara-Volkswagen | Signature        |
| 8    | G1   | Valencia       | 40'36"210 | 159,792 km/h | Nigel Melker      | Nigel Melker      | Nigel Melker      | Dallara-Mercedes   | Mücke Motorsport |
| 8    | G2   | Valencia       | 21'10"404 | 158,888 km/h |                   | Marco Wittmann    | Marco Wittmann    | Dallara-Volkswagen | Signature        |
| 8    | G3   | Valencia       | 40'20"201 | 160,849 km/h | Roberto Merhi     | Roberto Merhi     | Roberto Merhi     | Dallara-Mercedes   | Prema Powerteam  |
| 9    | G1   | Hockenheimring | 39'19"119 | 174,497 km/h | Roberto Merhi     | Felix Rosenqvist  | Roberto Merhi     | Dallara-Mercedes   | Prema Powerteam  |
| 9    | G2   | Hockenheimring | 20'23"690 | 174,933 km/h |                   | Felix Rosenqvist  | Felix Rosenqvist  | Dallara-Mercedes   | Mücke Motorsport |
| 9    | G3   | Hockenheimring | 40'18"031 | 170,246 km/h | Roberto Merhi     | Felix Rosenqvist  | Roberto Merhi     | Dallara-Mercedes   | Prema Powerteam  |

### Classifica piloti
- I punti sono assegnati secondo lo schema seguente:

| Gare 1 & 3 | 25 | 18 | 15 | 12 | 10 | 8 | 6 | 4 | 2 | 1 |
| Gara 2     | 10 | 8  | 6  | 5  | 4  | 3 | 2 | 1 | 0 | 0 |

| Pos                                      | Pilota             | LEC | LEC | LEC | HOC | HOC | HOC | ZAN | ZAN | ZAN | RBR | RBR | RBR | NOR | NOR | NOR | NÜR | NÜR | NÜR | SIL | SIL | SIL | VAL | VAL | VAL | HOC | HOC | HOC | Punti |
| ---------------------------------------- | ------------------ | --- | --- | --- | --- | --- | --- | --- | --- | --- | --- | --- | --- | --- | --- | --- | --- | --- | --- | --- | --- | --- | --- | --- | --- | --- | --- | --- | ----- |
| 1                                        | Roberto Merhi      | 4   | 1   | 2   | 1   | 4   | 1   | 3   | 4   | 4   | 1   | 1   | Rit | 4   | 2   | 2   | 1   | 1   | 2   | 1   | 3   | 2   | 3   | 5   | 1   | 1   | 2   | 1   | 406   |
| 2                                        | Marco Wittmann     | 5   | 2   | 3   | 2   | 3   | 2   | 10  | 6   | 1   | 3   | 11  | Rit | 3   | 1   | 1   | 6   | 11  | 6   | 2   | 10  | 1   | 6   | 1   | 5   | 4   | 4   | 4   | 285   |
| 3                                        | Daniel Juncadella  | 3   | 3   | 1   | 6   | 1   | 4   | 5   | 7   | 12  | 2   | 6   | 1   | Rit | 3   | 11  | 2   | 4   | 1   | 3   | 2   | 8   | 4   | 3   | 2   | 7   | 6   | 3   | 280   |
| 4                                        | Nigel Melker       | 1   | 12  | 4   | 7   | 11  | 5   | 1   | 11  | 3   | 5   | Rit | 2   | 1   | 11  | 10  | 4   | 6   | 3   |     |     |     | 1   | 8   | 3   | 6   | 5   | 2   | 251   |
| 5                                        | Felix Rosenqvist   | 2   | 4   | Rit | 5   | 5   | 3   | 2   | 3   | 2   | Rit | 10  | Rit | SQ  | 5   | 5   | 3   | 2   | 4   | 4   | 7   | Rit | 2   | 6   | 4   | 2   | 1   | Rit | 219   |
| 6                                        | Laurens Vanthoor   | 8   | 7   | 5   | 3   | 6   | 15  | 4   | 5   | 6   | 7   | 2   | 7   | 2   | 8   | 4   | 5   | 3   | 5   | 6   | 6   | 4   | 11  | 11  | 6   | 3   | 9   | 12  | 189   |
| 7                                        | Daniel Abt         | Rit | 11  | 9   | 4   | 7   | 6   | Rit | 8   | 5   | 6   | 3   | 4   | 10  | 10  | 3   | 12  | 7   | 7   | 5   | 5   | 5   | 10  | 10  | 7   | 5   | 3   | 6   | 150   |
| 8                                        | Carlos Muñoz       | 6   | 5   | 7   | 8   | 2   | 9   | 6   | 12  | 8   | 10  | 9   | 5   | 9   | Rit | 13  | 9   | 8   | 8   | 10  | 11  | 3   | 5   | 7   | 10  | 8   | 14  | Rit | 105   |
| 9                                        | Jimmy Eriksson     | 10  | 9   | 6   | 9   | 8   | 7   | 9   | 9   | 7   | 9   | 5   | 6   | 5   | 4   | 7   | 10  | Rit | 10  | 9   | 9   | 6   | 9   | 9   | 11  | 9   | 8   | 7   | 93    |
| 10                                       | Kimiya Satō        | Rit | 6   | 8   | Rit | 12  | 10  | 7   | 1   | 10  | 11  | 4   | 10  | 6   | Rit | 8   | 8   | 5   | 12  | 8   | 4   | SQ  | 8   | 2   | 9   | Rit | 7   | 9   | 86    |
| 11                                       | Gianmarco Raimondo | 9   | 10  | 10  | Rit | 13  | 14  | 8   | 2   | 11  | 8   | 7   | 8   | Rit | 6   | Rit | 7   | 9   | 9   | 12  | 8   | Rit | 7   | 4   | 8   | 13  | 13  | 8   | 66    |
| 12                                       | Kuba Giermaziak    | 7   | 8   | Rit | 14  | 14  | Rit | Rit | 10  | 9   | 12  | 8   | 9   | 7   | Rit | 6   | 11  | 10  | 11  |     |     |     |     |     |     |     |     |     | 29    |
| Piloti ospiti non eleggibili per i punti |                    |     |     |     |     |     |     |     |     |     |     |     |     |     |     |     |     |     |     |     |     |     |     |     |     |     |     |     |       |
|                                          | Marco Sørensen     |     |     |     |     |     |     |     |     |     |     |     |     |     |     |     |     |     |     | 7   | 1   | Rit |     |     |     |     |     |     | 0     |
|                                          | Tom Dillmann       |     |     |     | 12  | 10  | 8   |     |     |     | 4   | 12  | 3   |     |     |     |     |     |     |     |     |     |     |     |     |     |     |     | 0     |
|                                          | Carlos Sainz Jr.   |     |     |     |     |     |     |     |     |     |     |     |     |     |     |     |     |     |     |     |     |     |     |     |     | Rit | Rit | 5   | 0     |
|                                          | Alon Day           |     |     |     |     |     |     |     |     |     |     |     |     | 8   | 7   | 12  |     |     |     | 11  | Rit | 7   |     |     |     |     |     |     | 0     |
|                                          | Sandro Zeller      |     |     |     | 13  | 15  | 13  |     |     |     |     |     |     | Rit | 9   | 9   |     |     |     |     |     |     |     |     |     | 11  | 12  | 10  | 0     |
|                                          | Jazeman Jaafar     |     |     |     | 10  | 9   | 11  |     |     |     |     |     |     |     |     |     |     |     |     |     |     |     |     |     |     |     |     |     | 0     |
|                                          | Facu Regalia       |     |     |     |     |     |     |     |     |     |     |     |     |     |     |     |     |     |     |     |     |     |     |     |     | 10  | 10  | Rit | 0     |
|                                          | Artëm Markelov     |     |     |     |     |     |     |     |     |     |     |     |     |     |     |     |     |     |     |     |     |     |     |     |     | 12  | 11  | 11  | 0     |
|                                          | Carlos Huertas     |     |     |     | 11  | Rit | 12  |     |     |     |     |     |     |     |     |     |     |     |     |     |     |     |     |     |     |     |     |     | 0     |
| Pos                                      | Pilota             | LEC | LEC | LEC | HOC | HOC | HOC | ZAN | ZAN | ZAN | RBR | RBR | RBR | NOR | NOR | NOR | NÜR | NÜR | NÜR | SIL | SIL | SIL | VAL | VAL | VAL | HOC | HOC | HOC | Punti |

| Colore  | Risultato             |
| ------- | --------------------- |
| Oro     | Vincitore             |
| Argento | 2º posto              |
| Bronzo  | 3º posto              |
| Verde   | Finito a punti        |
| Blu     | Finito senza punti    |
| Viola   | Ritirato (Rit)        |
| Viola   | Non classificato (NC) |
| Rosso   | Non qualificato (NQ)  |
| Nero    | Squalificato (SQ)     |
| Bianco  | Non partito (NP)      |
| Bianco  | Non ha gareggiato     |
| Bianco  | Infortunato (INF)     |
| Bianco  | Escluso (ES)          |
| Bianco  | Gara cancellata (C)   |

### Classifica scuderie
| Pos                                          | Team                      | LEC | LEC | LEC | HOC | HOC | HOC | ZAN | ZAN | ZAN | RBR | RBR | RBR | NOR | NOR | NOR | NÜR | NÜR | NÜR | SIL | SIL | SIL | VAL | VAL | VAL | HOC | HOC | HOC | Punti |
| -------------------------------------------- | ------------------------- | --- | --- | --- | --- | --- | --- | --- | --- | --- | --- | --- | --- | --- | --- | --- | --- | --- | --- | --- | --- | --- | --- | --- | --- | --- | --- | --- | ----- |
| 1                                            | Prema Powerteam           | 3   | 1   | 1   | 1   | 1   | 1   | 3   | 4   | 4   | 1   | 1   | 1   | 4   | 2   | 2   | 1   | 1   | 1   | 1   | 2   | 2   | 3   | 3   | 1   | 1   | 2   | 1   | 693   |
| 1                                            | Prema Powerteam           | 4   | 3   | 2   | 6   | 4   | 4   | 5   | 7   | 12  | 2   | 6   | 8   | Rit | 3   | 11  | 2   | 4   | 2   | 3   | 3   | 8   | 4   | 4   | 2   | 7   | 6   | 3   | 693   |
| 2                                            | Signature                 | 5   | 2   | 3   | 2   | 2   | 2   | 4   | 5   | 1   | 3   | 2   | 4   | 2   | 1   | 1   | 5   | 3   | 5   | 2   | 5   | 1   | 5   | 1   | 5   | 3   | 3   | 4   | 570   |
| 2                                            | Signature                 | 6   | 5   | 5   | 3   | 3   | 6   | 6   | 6   | 5   | 6   | 3   | 5   | 3   | 8   | 3   | 6   | 7   | 6   | 6   | 6   | 3   | 6   | 7   | 6   | 4   | 4   | 6   | 570   |
| 3                                            | Mücke Motorsport          | 1   | 4   | 4   | 5   | 5   | 3   | 1   | 3   | 2   | 5   | 10  | 2   | 1   | 5   | 5   | 3   | 2   | 3   | 4   | 1   | Rit | 1   | 6   | 3   | 2   | 1   | 2   | 470   |
| 3                                            | Mücke Motorsport          | 2   | 12  | Rit | 7   | 11  | 5   | 2   | 11  | 3   | Rit | Rit | Rit | SQ  | 11  | 10  | 4   | 6   | 4   | 7   | 7   | Rit | 2   | 8   | 4   | 6   | 5   | Rit | 470   |
| 4                                            | Motopark STAR Racing Team | 7   | 6   | 6   | 9   | 8   | 7   | 7   | 1   | 7   | 9   | 4   | 6   | 5   | 4   | 6   | 8   | 5   | 10  | 8   | 4   | 6   | 8   | 2   | 9   | 9   | 7   | 7   | 205   |
| 4                                            | Motopark STAR Racing Team | 9   | 8   | 8   | 14  | 12  | 10  | 8   | 2   | 9   | 11  | 5   | 9   | 6   | Rit | 7   | 10  | 10  | 11  | 9   | 9   | SQ  | 9   | 9   | 11  | Rit | 8   | 9   | 205   |
| Team ospiti non partecipanti alla classifica |                           |     |     |     |     |     |     |     |     |     |     |     |     |     |     |     |     |     |     |     |     |     |     |     |     |     |     |     |       |
|                                              | HS Engineering            |     |     |     |     |     |     |     |     |     |     |     |     | 8   | 7   | 12  |     |     |     | 11  | Rit | 7   |     |     |     |     |     |     | 0     |
|                                              | Carlin                    |     |     |     | 10  | 9   | 8   |     |     |     |     |     |     |     |     |     |     |     |     |     |     |     |     |     |     |     |     |     | 0     |
|                                              | Carlin                    |     |     | 11  | 10  | 11  |     |     |     |     |     |     |     |     |     |     |     |     |     |     |     |     |     |     |     |     |     |     | 0     |
|                                              | Jo Zeller Racing          |     |     |     | 13  | 15  | 13  |     |     |     |     |     |     | Rit | 9   | 9   |     |     |     |     |     |     |     |     |     | 11  | 12  | 10  | 0     |
| Pos                                          | Team                      | LEC | LEC | LEC | HOC | HOC | HOC | ZAN | ZAN | ZAN | RBR | RBR | RBR | NOR | NOR | NOR | NÜR | NÜR | NÜR | SIL | SIL | SIL | VAL | VAL | VAL | HOC | HOC | HOC | Punti |

### Coppa delle Nazioni
| Pos                            | Nazione     | LEC | LEC | LEC | HOC | HOC | HOC | ZAN | ZAN | ZAN | RBR | RBR | RBR | NOR | NOR | NOR | NÜR | NÜR | NÜR | SIL | SIL | SIL | VAL | VAL | VAL | HOC | HOC | HOC | Punti |
| ------------------------------ | ----------- | --- | --- | --- | --- | --- | --- | --- | --- | --- | --- | --- | --- | --- | --- | --- | --- | --- | --- | --- | --- | --- | --- | --- | --- | --- | --- | --- | ----- |
| 1                              | Spagna      | 3   | 1   | 1   | 1   | 1   | 1   | 3   | 4   | 4   | 1   | 1   | 1   | 4   | 2   | 2   | 1   | 1   | 1   | 1   | 2   | 2   | 3   | 3   | 1   | 1   | 2   | 1   | 686   |
| 1                              | Spagna      | 4   | 3   | 2   | 6   | 4   | 4   | 5   | 7   | 12  | 2   | 6   | Rit | Rit | 3   | 11  | 2   | 4   | 2   | 3   | 3   | 8   | 4   | 5   | 2   | 7   | 6   | 3   | 686   |
| 2                              | Germania    | 5   | 2   | 3   | 2   | 3   | 2   | 10  | 6   | 1   | 3   | 3   | 4   | 3   | 1   | 1   | 6   | 7   | 6   | 2   | 5   | 1   | 6   | 1   | 5   | 4   | 3   | 4   | 435   |
| 2                              | Germania    | Rit | 11  | 9   | 4   | 7   | 6   | Rit | 8   | 5   | 6   | 11  | Rit | 10  | 10  | 3   | 12  | 11  | 7   | 5   | 10  | 5   | 10  | 10  | 7   | 5   | 4   | 6   | 435   |
| 3                              | Svezia      | 2   | 4   | 6   | 5   | 5   | 3   | 2   | 3   | 2   | 9   | 5   | 6   | 5   | 4   | 5   | 3   | 2   | 4   | 4   | 7   | 6   | 2   | 6   | 4   | 2   | 1   | 7   | 312   |
| 3                              | Svezia      | 10  | 9   | Rit | 9   | 5   | 7   | 9   | 9   | 7   | Rit | 10  | Rit | SQ  | 5   | 7   | 10  | Rit | 10  | 9   | 9   | Rit | 9   | 9   | 11  | 9   | 8   | Rit | 312   |
| 4                              | Paesi Bassi | 1   | 12  | 4   | 7   | 11  | 5   | 1   | 11  | 3   | 5   | Rit | 2   | 1   | 11  | 10  | 4   | 6   | 3   |     |     |     | 1   | 8   | 3   | 6   | 5   | 2   | 251   |
| 5                              | Belgio      | 8   | 7   | 5   | 3   | 6   | 15  | 4   | 5   | 6   | 7   | 2   | 7   | 2   | 8   | 4   | 5   | 3   | 5   | 6   | 6   | 4   | 11  | 11  | 6   | 3   | 9   | 12  | 189   |
| 6                              | Colombia    | 6   | 5   | 7   | 8   | 2   | 9   | 6   | 12  | 8   | 10  | 9   | 5   | 9   | Rit | 13  | 9   | 8   | 8   | 10  | 11  | 3   | 5   | 7   | 10  | 8   | 14  | Rit | 105   |
| 6                              | Colombia    |     |     |     | 11  | Rit | 12  |     |     |     |     |     |     |     |     |     |     |     |     |     |     |     |     |     |     |     |     |     | 105   |
| 7                              | Giappone    | Rit | 6   | 8   | Rit | 12  | 10  | 7   | 1   | 10  | 11  | 4   | 10  | 6   | Rit | 8   | 8   | 5   | 12  | 8   | 4   | SQ  | 8   | 2   | 9   | Rit | 7   | 9   | 86    |
| 8                              | Canada      | 9   | 10  | 10  | Rit | 13  | 14  | 8   | 2   | 11  | 8   | 7   | 8   | Rit | 6   | Rit | 7   | 9   | 9   | 12  | 8   | Rit | 7   | 4   | 8   | 13  | 13  | 8   | 66    |
| 9                              | Polonia     | 7   | 8   | Rit | 14  | 14  | Rit | Rit | 10  | 9   | 12  | 8   | 9   | 7   | Rit | 6   | 11  | 10  | 11  |     |     |     |     |     |     |     |     |     | 29    |
| Nazioni con soli piloti ospiti |             |     |     |     |     |     |     |     |     |     |     |     |     |     |     |     |     |     |     |     |     |     |     |     |     |     |     |     |       |
|                                | Danimarca   |     |     |     |     |     |     |     |     |     |     |     |     |     |     |     |     |     |     | 7   | 1   | Rit |     |     |     |     |     |     | 0     |
|                                | Francia     |     |     |     | 12  | 10  | 8   |     |     |     | 4   | 12  | 3   |     |     |     |     |     |     |     |     |     |     |     |     |     |     |     | 0     |
|                                | Israele     |     |     |     |     |     |     |     |     |     |     |     |     | 8   | 7   | 12  |     |     |     | 11  | Rit | 7   |     |     |     |     |     |     | 0     |
|                                | Svizzera    |     |     |     | 13  | 15  | 13  |     |     |     |     |     |     | Rit | 9   | 9   |     |     |     |     |     |     |     |     |     | 11  | 12  | 10  | 0     |
|                                | Malaysia    |     |     |     | 10  | 9   | 11  |     |     |     |     |     |     |     |     |     |     |     |     |     |     |     |     |     |     |     |     |     | 0     |
|                                | Argentina   |     |     |     |     |     |     |     |     |     |     |     |     |     |     |     |     |     |     |     |     |     |     |     |     | 10  | 10  | Rit | 0     |
|                                | Russia      |     |     |     |     |     |     |     |     |     |     |     |     |     |     |     |     |     |     |     |     |     |     |     |     | 12  | 11  | 11  | 0     |
| Pos                            | Nazione     | LEC | LEC | LEC | HOC | HOC | HOC | ZAN | ZAN | ZAN | RBR | RBR | RBR | NOR | NOR | NOR | NÜR | NÜR | NÜR | SIL | SIL | SIL | VAL | VAL | VAL | HOC | HOC | HOC | Punti |